# Sudharmia pongorum
Espèce
Sudharmia pongorum est une espèce d'araignées aranéomorphes de la famille des Liocranidae.

## Distribution
Cette espèce est endémique de Sumatra en Indonésie. Elle se rencontre sur le Gunung Leuser.

## Description
Le mâle holotype mesure 2,10 mm et la femelle paratype 2,25 mm.

## Publication originale
- Deeleman-Reinhold, 2001 : Forest spiders of South East Asia: with a revision of the sac and ground spiders (Araneae: Clubionidae, Corinnidae, Liocranidae, Gnaphosidae, Prodidomidae and Trochanterriidae. Brill, Leiden, p. 1-591.